# Phanaeus blackalleri
Phanaeus blackalleri là một loài bọ cánh cứng trong họ Bọ hung (Scarabaeidae).